# جيراردو أورتيز (لاعب كرة قدم)
جيراردو أورتيز (بالإسبانية: Gerardo Amílcar Ortiz) هو لاعب كرة قدم باراغواياني في مركز حراسة المرمى، ولد في 25 مارس 1989 في انكارناسيون في باراغواي. شارك مع منتخب باراغواي تحت 20 سنة لكرة القدم. أما مع النوادي، فقد لعب مع أوليمبيا أسونسيون وكيلمس.

## وصلات خارجية
- جيراردو أورتيز على موقع إي إس بي إن إف سي (الإنجليزية)
- جيراردو أورتيز على موقع قاعدة بيانات كرة القدم.إي يو (الإنجليزية)
- جيراردو أورتيز على موقع Soccerway.com (الإنجليزية)
- جيراردو أورتيز على موقع عالم كرة القدم.نت (الإنجليزية)